# Boisemont, Eure

Boisemont este o comună în departamentul Eure, Franța. În 1 ianuarie 2018 avea o populație de 759 de locuitori.